# Новомошковське
Новомошковське (рос. Новомошковское) — село у Мошковському районі Новосибірської області Російської Федерації.
Входить до складу муніципального утворення Новомошковська сільрада. Населення становить 902 особи (2010).

## Історія
Згідно із законом від 2 червня 2004 року органом місцевого самоврядування є Новомошковська сільрада.

## Населення
| 2002 | 2007 | 2010 |
| ---- | ---- | ---- |
| 865  | ↗915 | ↘902 |